# Hugh Walker (Hockeyspieler)
Hugh Stewart Walker (* 1. Februar 1888 in Gavinton, Scottish Borders; † 29. Oktober 1958 in Nigg, Highlands) war ein schottischer Hockeyspieler, der 1908 mit der schottischen Nationalmannschaft Olympiadritter war.
Hugh Walker spielte für das Team der Edinburgh University. 
Bei den Olympischen Spielen 1908 in London traten insgesamt sechs Mannschaften an, darunter vier britische Teams. In der ersten Runde besiegten die Schotten die deutsche Mannschaft mit 4:1, wobei Hugh Walker einen Treffer erzielte. Im Halbfinale unterlagen die Schotten den Engländern mit 1:6. Walker markierte den einzigen Treffer für die Schotten. Die beiden Verliererteams des Halbfinales spielten nicht mehr gegeneinander und werden gemeinsam als Olympiadritte geführt.